# Swan River (Flathead Lake)
Der Swan River ist ein ca. 130 km langer Zufluss des Flathead Lake im US-Bundesstaat Montana.

## Flusslauf
Der Swan River entspringt auf einer Höhe von etwa 2350 m an der Ostflanke der Mission Range, einem Gebirgszug der Rocky Mountains, der sich östlich der Flathead-Senke erhebt. Der Swan River fließt anfangs ein kurzes Stück nach Osten. Dabei durchfließt er den 2025 m hoch gelegenen Gray Wolf Lake sowie den Lindbergh Lake. Anschließend wendet sich der Swan River nach Norden. Nach etwa 90 km erreicht er das südliche Westufer des 15 km langen Swan Lake. Oberhalb des Sees passiert der Fluss das Swan River National Wildlife Refuge. Auf den letzten 15 km wendet sich der Swan River nach Westen. 2,7 km oberhalb der Mündung befindet sich ein Wehr. Ein Teil des Flusswassers wird über einen Kanal zu einem Wasserkraftwerk (4 MW installierte Leistung) geleitet, das 800 m oberhalb der Flussmündung liegt und einen Höhenunterschied von 30 m zur Stromgewinnung ausnutzt. Der Swan River mündet schließlich bei Bigfork am Nordostufer des Flathead Lake in den See.

## Hydrologie
Der Swan River entwässert ein Areal von 1904 km². Der mittlere Abfluss unterhalb des Swan Lake, 24 km oberhalb der Mündung, beträgt 32,8 m³/s. Die höchsten monatlichen Abflüsse treten gewöhnlich mit im Mittel 93 m³/s während der Schneeschmelze im Juni auf.